# Liste der Monuments historiques in Mesnil-Roc’h
Die Liste der Monuments historiques in Mesnil-Roc’h führt die Monuments historiques in der französischen Gemeinde Mesnil-Roc’h auf.

## Liste der Bauwerke

### Saint-Pierre-de-Plesguen
| Bezeichnung      | Beschreibung | Standort | Kennzeichnung | Schutzstatus | Datum | Bild           |
| ---------------- | ------------ | -------- | ------------- | ------------ | ----- | -------------- |
| Kirche St-Pierre |              | (Lage)   | PA00090879    | Classé       | 1913  | weitere Bilder |

### Tressé
| Bezeichnung         | Beschreibung | Standort | Kennzeichnung | Schutzstatus | Datum | Bild           |
| ------------------- | ------------ | -------- | ------------- | ------------ | ----- | -------------- |
| La Maison des Feins |              | (Lage)   | PA00090891    | Classé       | 1889  | weitere Bilder |

## Liste der Objekte
| Bezeichnung      | Beschreibung           | Standort                                                   | Kennzeichnung | Schutzstatus | Datum | Bild |
| ---------------- | ---------------------- | ---------------------------------------------------------- | ------------- | ------------ | ----- | ---- |
| Glocke           | Bronze, 1571 gegossen  | in der Kirche St-Pierre in Saint-Pierre-de-Plesguen (Lage) | PM35000774    | Classé       | 1913  |      |
| Zehn Grabplatten | Stein, 16. Jahrhundert | in der Kirche St-Pierre in Saint-Pierre-de-Plesguen (Lage) | PM35000648    | Classé       | 1913  |      |